# Trirhabda nigriventris
Trirhabda nigriventris är en skalbaggsart som beskrevs av Blake 1951. Trirhabda nigriventris ingår i släktet Trirhabda och familjen bladbaggar. Inga underarter finns listade i Catalogue of Life.